# Notte d'estate con profilo greco, occhi a mandorla e odore di basilico
Notte d'estate con profilo greco, occhi a mandorla e odore di basilico é um filme de drama italiano de 1986 dirigido e escrito por Lina Wertmüller.
Foi selecionado como represente da Itália à edição do Oscar 1987, organizada pela Academia de Artes e Ciências Cinematográficas.

## Elenco
- Mariangela Melato - Fulvia Block
- Michele Placido - Beppe Catanìa
- Roberto Herlitzka - Turi Cantalamessa
- Massimo Wertmüller - Miki
- John Steiner - Frederick
- Arnaldo Ninchi - secretária de Fulvia